# Terpna differens
Terpna differens är en fjärilsart som beskrevs av W. Warren 1909. Terpna differens ingår i släktet Terpna och familjen mätare. Inga underarter finns listade i Catalogue of Life.